# Tilda Swinton
Pour les articles homonymes, voir Swinton.
Katherine Matilda Swinton, dite Tilda Swinton /ˈtɪldə ˈswɪntən/, née le 5 novembre 1960 à Londres (Angleterre), est une actrice et productrice britannique.

## Biographie

### Jeunesse et formations
Katherine Matilda Swinton, surnommée Tilda, diminutif de son second prénom Matilda, naît le 5 novembre 1960 à Londres, en Angleterre. Sa mère, Judith Balfour (née Killen), est australienne et son père, Sir John Swinton of Kimmerghame, est écossais et major général de la British Army. La famille Swinton est une ancienne famille anglo-écossaise du Berwickshire dont la lignée remonte jusqu'au Xe siècle. Son arrière-grand-mère paternelle est la chanteuse mezzo-soprano Elsie Swinton.
Elle étudie à la West Heath Girls' School, dans la même classe que Diana Spencer. Diplômée de l'université de Cambridge en sciences politiques et sociales, elle intègre la Royal Shakespeare Company en 1984, qui la lance sur la scène théâtrale.

### Carrière
Tilda Swinton commence sa carrière d'actrice en 1986, dans Caravaggio de Derek Jarman, avec qui elle tourne de nombreux autres films dont Edward II qui lui vaut de recevoir la Coupe Volpi de la meilleure actrice à la Mostra de Venise en 1991.
Elle revient au premier plan au début des années 2000, en tournant dans des films aussi variés que Vanilla Sky, Bleu profond (qui lui apporte des récompenses) ou Constantine avec Keanu Reeves. Mais c'est surtout sa participation à l'adaptation de la saga littéraire à succès Le Monde de Narnia qui la propulse sous le feu des projecteurs. Elle y incarne la Sorcière blanche, rôle qu'elle reprend dans les deux suites cinématographiques, Le Monde de Narnia : Le Prince Caspian et L'Odyssée du Passeur d'Aurore.
En 2004, elle aurait dû jouer Sibylle Trelawney dans Harry Potter et le Prisonnier d'Azkaban, mais a refusé car elle ne croyait pas en l'univers de Harry Potter, ajoutant son rejet « pour tout projet prônant les bienfaits de l'internat »,.
Le 24 février 2008, elle décroche l'Oscar de la meilleure actrice dans un second rôle pour son interprétation de  la juriste Karen Crowder opposée à Michael Clayton (George Clooney), dans le film éponyme de Tony Gilroy.
Adepte des transformations physiques pour les personnages qu'elle interprète, elle se dévoile autrement dans des films comme Julia (2008), We Need to Talk about Kevin (sa performance est saluée au Festival de Cannes 2011 où le film est sélectionné en compétition officielle,), Snowpiercer (2013), Zero Theorem (2013) ou encore The Grand Budapest Hotel (2014). Dans ces deux derniers films, elle arbore des looks extravagants, les maquillages transformant facilement les traits de son visage androgyne. En 2015, elle joue une femme sexy et de poigne à la tête d'un magazine de presse féminine dans la comédie Crazy Amy.

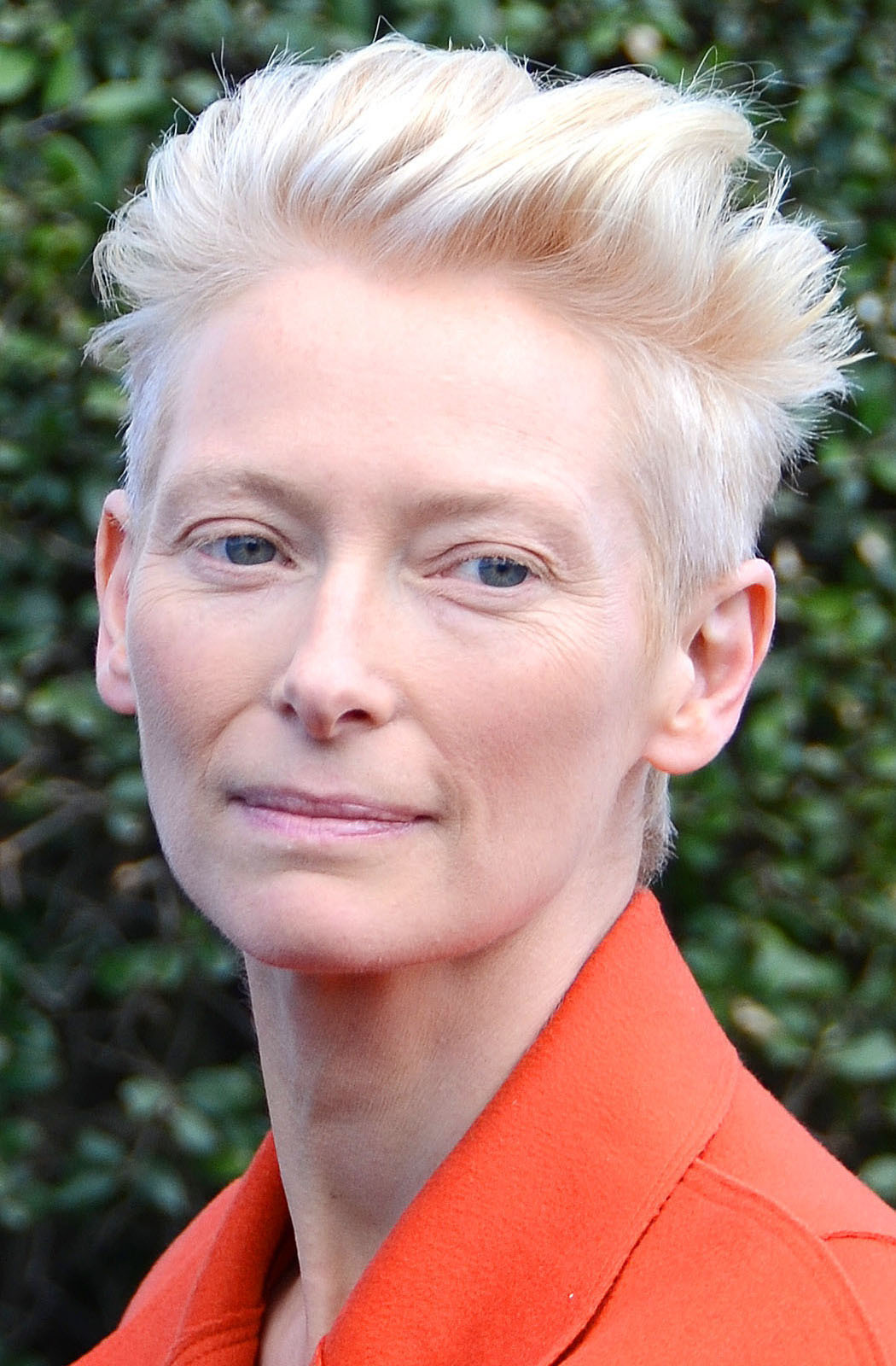
L'actrice au Festival du cinéma américain de Deauville en 2013.

Dans un autre registre artistique, elle est proche d'Olivier Saillard, elle réalise donc régulièrement des performances avec lui.
Après l'arrêt de Narnia, les studios Disney font de nouveau appel à elle : en 2016, elle est ainsi à l'affiche du blockbuster Marvel, Docteur Strange, aux côtés de Benedict Cumberbatch et Chiwetel Ejiofor, et sous la direction de Scott Derrickson. L'année suivante, elle retrouve Bong Joon-ho pour une seconde co-production internationale, Okja.
En 2018, elle reçoit le Grand prix honorifique (Gran Premi Honorífic) au Festival international du film de Catalogne.
En 2020, elle reçoit un Lion d'or pour l'ensemble de sa carrière, à la 77e cérémonie annuelle de la Mostra de Venise.
En 2024, Pedro Almodóvar la choisit pour être l'une des deux rôles féminins de son film La Chambre d'à côté. Elle rejoint ainsi le cercle fermé des Chicas Almodóvar, surnom affectueux des actrices ayant joué pour le cinéaste espagnol. Elle est nommée à la 39e cérémonie des Goyas dans la catégorie meilleure actrice pour sa performance.
En 2025, elle reçoit un Ours d'or d'honneur lors de la cérémonie d'ouverture de la Berlinale 2025 pour l'ensemble de sa carrière. En mai 2025, elle devient l'un des visages de la nouvelle campagne promotionnelle de la marque de champagne Dom Pérignon.

### Vie privée
Tilda Swinton vit à Nairn, en Écosse, avec ses deux enfants et son compagnon Sandro Kopp, un peintre allemand. Le père de ses jumeaux Xavier et Honor, nés en 1997, est le dramaturge John Byrne (en) qui vit à Édimbourg.
En 2013, elle figure dans la liste des 50 quinquagénaires les plus élégants établie par le Guardian. Tilda Swinton est la muse de plusieurs grands couturiers.
La jeune actrice et chanteuse Alexa Swinton, de nationalité américaine, est une cousine éloignée de Tilda.

## Prises de position
En 2009, elle signe une tribune de soutien à Roman Polanski après la condamnation de ce dernier pour viol sur mineur[réf. nécessaire].
En 2021, Tilda Swinton revendique être queer.
Durant la guerre à Gaza de 2023-2025, elle prend position en faveur de la Palestine au sein d'Artists for Palestine.

## Filmographie

### En tant qu'actrice

#### Longs métrages

##### Années 1980
- 1986 : Caravaggio de Derek Jarman : Lena
- 1986 : Egomania, l'île sans espoir (Egomania - Insel ohne Hoffnung) de Christoph Schlingensief : Sally
- 1987 : Friendship's Death de Peter Wollen : l'amie
- 1987 : Un sketch (segment Depuis le jour) de Derek Jarman : la jeune fille
- 1988 : L'Ispirazione de Derek Jarman (court-métrage)
- 1988 : Degrees of Blindness de Cerith Wyn Evans
- 1988 : Das andere Ende der Welt d'Imogen Kimmel
- 1988 : The Last of England de Derek Jarman : la bonne
- 1989 : War Requiem de Derek Jarman : l'infirmière
- 1989 : Play Me Something de Timothy Neat : la coiffeuse

##### Années 1990
- 1990 : The Garden de Derek Jarman : la Madonne
- 1990 : Your Cheatin' Heart de Michael Whyte : Cissie Crouch
- 1991 : The Party: Nature Morte de Cynthia Beatt : Queenie
- 1991 : Edward II de Derek Jarman : Isabella
- 1992 : Man to Man de John Maybury : Ella / Max Gericke
- 1992 : Orlando de Sally Potter : Orlando
- 1993 : Wittgenstein de Derek Jarman : Lady Ottoline Morrell
- 1993 : Blue de Derek Jarman : narratrice (voix)
- 1993 : Das offene Universum de Klaus Wyborny : Carla
- 1994 : Remembrance of Things Fast: True Stories Visual Lies de John Maybury
- 1996 : Female Perversions de Susan Streitfeld : Eve Stephens
- 1997 : Herlisère de John Musker and Ron Clements : Hiera (voix)
- 1997 : Conceiving Ada de Lynn Hershman-Leeson : Ada Augusta Byron King, comtesse de Lovelace
- 1998 : Love Is the Devil de John Maybury : Muriel Belcher
- 1999 : The War Zone de Tim Roth : la mère
- 1999 : The Protagonists de Luca Guadagnino : l'actrice

##### Années 2000
- 2000 : La Plage (The Beach) de Danny Boyle : Sal
- 2000 : Mondes possibles (Possible Worlds) de Robert Lepage : Joyce
- 2001 : Vanilla Sky de Cameron Crowe : Rebecca Dearborn
- 2001 : Bleu profond (The Deep End) de Scott McGehee et David Siegel : Margaret Hall
- 2002 : Teknolust de Lynn Hershman Leeson : Rosetta Stone / Ruby / Marinne / Olive
- 2002 : Adaptation (Adaptation) de Spike Jonze : Valerie
- 2002 : Young Adam de David Mackenzie : Ella
- 2003 : Crime contre l'humanité (The Statement) de Norman Jewison : Anne-Marie Livi
- 2005 : Constantine de Francis Lawrence : Gabriel
- 2005 : Broken Flowers de Jim Jarmusch : Penny
- 2005 : Absent Presence de Hussein Chalayan et Martin R. Davison : l'opératrice (court-métrage)
- 2005 : The Somme de Carl Hindmarch : la narratrice
- 2005 : Le Monde de Narnia : Le Lion, la Sorcière blanche et l'Armoire magique (The Chronicles of Narnia: The Lion, the Witch and the Wardrobe) d'Andrew Adamson : Jadis, la Sorcière Blanche
- 2005 : Âge difficile obscur (Thumbsucker) de Mike Mills : Audrey Cobb
- 2006 : Stephanie Daley de Hilary Brougher : Lydie Crane
- 2007 : Sleepwalkers de Doug Aitken (court-métrage) : la violoniste
- 2007 : Michael Clayton de Tony Gilroy: Karen Crowder
- 2007 : L'Homme de Londres (A Londoni férfi) de Béla Tarr : Camélia
- 2008 : Julia d'Érick Zonca : Julia
- 2008 : Le Monde de Narnia : Le Prince Caspian (The Chronicles of Narnia: Prince Caspian) d'Andrew Adamson : Jadis, la Sorcière Blanche (caméo)
- 2008 : Burn After Reading de Joel et Ethan Coen : Katie Cox
- 2008 : L'Étrange Histoire de Benjamin Button (The Curious Case of Benjamin Button) de David Fincher : Elizabeth Abbott
- 2009 : The Limits of Control de Jim Jarmusch : Blonde
- 2009 : Amore de Luca Guadagnino : Emma Recchi

##### Années 2010
- 2010 : Le Monde de Narnia : L'Odyssée du Passeur d'Aurore (The Voyage of the Dawn Treader) de Michael Apted : Jadis, la Sorcière Blanche
- 2011 : We Need to Talk about Kevin de Lynne Ramsay : Eva
- 2011 : Genevieve goes boating de Lucy Gray (court-métrage) : la narratrice
- 2012 : Moonrise Kingdom de Wes Anderson : la dame des services sociaux
- 2013 : Snowpiercer, le Transperceneige (설국열차) de Bong Joon-Ho : Mason
- 2013 : Only Lovers Left Alive de Jim Jarmusch : Eve
- 2013 : Zero Theorem de Terry Gilliam : Dr. Beth Shrink-Rom
- 2014 : The Grand Budapest Hotel de Wes Anderson : Céline Villeneuve Desgoffe und Taxis, alias Madame D.
- 2015 : Crazy Amy (Trainwreck) de Judd Apatow : Dianna
- 2016 : A Bigger Splash de Luca Guadagnino : Marianne
- 2016 : Ave, César ! (Hail, Caesar!) de Joel et Ethan Coen : Thora Tacker / Thessaly Tacker
- 2016 : Doctor Strange de Scott Derrickson : l'Ancien
- 2017 : War Machine de David Michôd : Une femme politique allemande (inspiré de Sahra Wagenknecht)
- 2017 : Okja (옥자) de Bong Joon-Ho : Lucy Mirando / Nancy Mirando
- 2018 : L'Île aux chiens (Isle of Dogs) de Wes Anderson : Oracle (voix originale)
- 2018 : Suspiria de Luca Guadagnino : Dr Wilhelma Klemperer / Madame Blanc / Helena Markos
- 2019 : Avengers: Endgame de Anthony et Joe Russo : L'Ancien
- 2019 : The Dead Don't Die de Jim Jarmusch : Zelda Winston
- 2019 : The Souvenir de Joanna Hogg : Rosalind
- 2019 : The Personal History of David Copperfield d'Armando Iannucci : Betsey Trotwood

##### Années 2020
- 2020 : La Voix humaine (La voz humana) de Pedro Almodóvar (court-métrage) : la femme
- 2020 : Last and First Men (en) de Jóhann Jóhannsson : la narratrice (voix)
- 2020 : The Souvenir Part II de Joanna Hogg : Rosalind
- 2021 : The French Dispatch de Wes Anderson : J. K. L. Berensen
- 2021 : Memoria d'Apichatpong Weerasethakul : Jessica Holland[26], la cultivatrice écossaise d'orchidées
- 2022 : Trois mille ans à t'attendre (Three Thousand Years of Longing) de George Miller : Alithea Binnie
- 2022 : Pinocchio de Guillermo del Toro et Mark Gustafson : l’Esprit de la forêt et la Mort (voix)
- 2023 : Eternal Daughter de Joanna Hogg : Julie Hart / Rosalind Hart
- 2023 : Asteroid City de Wes Anderson : Dr Julieta Hickenlooper
- 2023 : Problemista de Julio Torres : Elizabeth
- 2023 : The Killer de David Fincher : l'experte
- 2024 : The End de Joshua Oppenheimer : la mère
- 2024 : La Chambre d'à côté (The Room Next Door) de Pedro Almodóvar : Martha Hunt / Michelle Hunt, sa fille[27]
- 2025 : Ballad of a Small Player d'Edward Berger : Cynthia Blithe

#### Téléfilms
- 2005 : The Somme de Carl Hindmarch : la narratrice

#### Séries télévisées
- 1986 : Zastrozzi : A Romance : Julia (mini série)
- 1986-1990 : The Open Universe: Carla
- 1990 : Your Cheatin' Heart : Cissie Crouch (6 épisodes)
- 1992 : Shakespeare: The Animated Tales : Ophelia (voix ; mini série)
- 1992 : Screenplay : Ella / Max Gericke (épisode : Man to Man)
- 1994 : Visions of Heaven and Hell : la narratrice
- 2006 : Galápagos : la narratrice
- 2019 : What we do in the Shadows : Tilda

### En tant que productrice
- 2005 : Âge difficile obscur
- 2006 : Stephanie Daley
- 2008 : Derek (documentaire) d'Isaac Julien et Bernard Rose
- 2009 : Amore
- 2011 : We Need to Talk about Kevin
- 2021 : Memoria (productrice exécutive)
- 2024 : The End de Joshua Oppenheimer

### En tant que scénariste
- 2008 : Derek
- 2012 : Here (court-métrage)

### En tant que réalisatrice
- 2008 : The New Ten Commandments (documentaire)

### Festivals

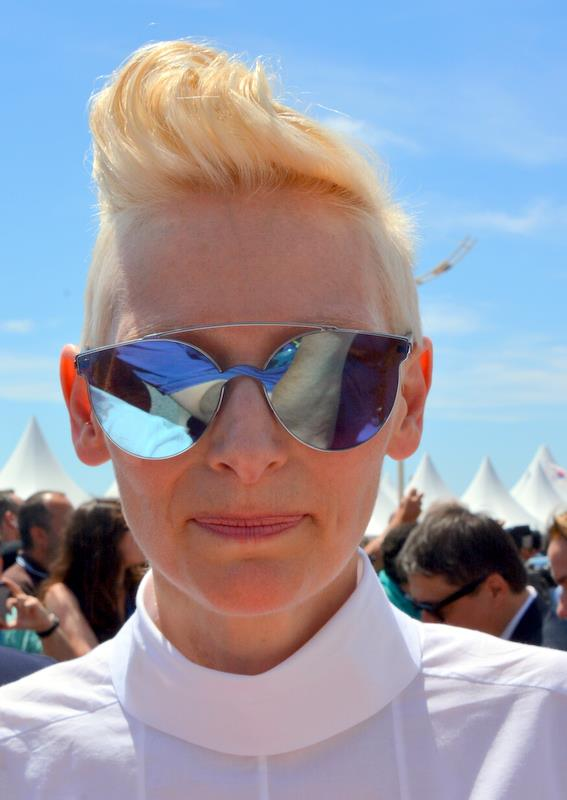
Tilda Swinton au Festival de Cannes 2017.

- En 1988, elle est membre du jury des longs-métrages du 38e Festival international du film de Berlin.
- En 1993, elle est membre du jury des longs-métrages du 18e Festival international du film de Moscou.
- En 1998, elle est membre du jury des longs-métrages du 55e Festival international du film de Venise.
- En 2002, elle est membre du jury de la section Cinéfondation et courts métrages du 55e Festival international du film de Cannes.
- En 2004, elle est membre du jury des longs-métrages du 57e Festival international du film de Cannes.
- En 2009, elle est présidente du jury du 59e Festival international du film de Berlin.
- En 2018, elle est membre du jury lors de la 33e édition du Festival International de la mode et de la photographie à Hyères, en France.
- En 2019, elle préside le jury international du 18e Festival international du film de Marrakech.

## Distinctions
1991 - Edward II
- Coupe Volpi de la meilleure interprétation féminine à la Mostra de Venise

1992 - Orlando
- Prix du Festival international du film de Seattle de la meilleure actrice
- Prix du Festival international du film de Thessalonique de la meilleure actrice

2001 - Bleu profond
- Boston Society of Film Critics de la meilleure actrice
- Las Vegas Film Critics Society de la meilleure actrice
- Nomination - Golden Globe de la meilleure actrice dans un film dramatique

2002 - Young Adam
- BAFTA Scotland de la meilleure actrice dans un film écossais

2005 - Âge difficile obscur
- Prix du Festival international du film de Gijón de la meilleure actrice

2007 - Michael Clayton
- Oscar de la meilleure actrice dans un second rôle
- British Academy Film Award de la meilleure actrice dans un second rôle
- Dallas-Fort Worth Film Critics Association de la meilleure actrice dans un second rôle
- Detroit Film Critics Society de la meilleure actrice dans un second rôle
- Kansas City Film Critics Circle de la meilleure actrice dans un second rôle
- Vancouver Film Critics Circle award de la meilleure actrice dans un second rôle
- Nomination - Golden Globe de la meilleure actrice dans un second rôle

2008
- Teddy Award, pour ses films avec Derek Jarman[28]

2008 - Julia
- Evening Standard British Film Awards de la meilleure actrice
- Cinéphilie de la meilleure actrice
- Village Voice Film Poll : meilleure actrice
- Nomination - César de la meilleure actrice

2008 - L'étrange histoire de Benjamin Button
- London Film Critics Circle de la meilleure actrice dans un second rôle
- Saturn Award de la meilleure actrice dans un second rôle

2009 - Amore
- Prix de la meilleure performance féminine au Festival international du film de Dublin
- Ruban d'argent européen

2011 - We need to talk about Kevin
- Austin Film Critics Association Award de la meilleure actrice
- European Film Award de la meilleure actrice
- Houston Film Critics Society Award de la meilleure actrice
- National Board of Review de la meilleure actrice
- Online Film Critics Society de la meilleure actrice
- San Francisco Film Critics Circle Award de la meilleure actrice
- Festival du film de Telluride : Meilleure actrice
- Nomination-Golden Globe de la meilleure actrice dans un film dramatique
- Nomination - British Academy Film Award de la meilleure actrice

2013 - Snowpiercer, le Transperceneige
- Boston Online Film Critics Association Award de la meilleure actrice dans un second rôle 2014

2020 - Prix honorifique
Mostra de Venise 2020 : Lion d'or pour la carrière
- Golden Globes 2025 : Nomination - Meilleure actrice dans un film dramatique pour La Chambre d'à côté

## Voix francophones
En France, Françoise Cadol est la voix française régulière de Tilda Swinton. Catherine Wilkening et Laurence Bréheret l'ont également doublée à six et cinq reprises.
Isabelle Gardien  est sa voix dans Crime contre l'humanité, Constantine et Michael Clayton. À titre exceptionnel, elle est doublée par Nathalie Juvet dans La Plage, Ivana Coppola dans Adaptation, Véronique Augereau dans Âge difficile obscur, Marianne Chettle dans Zero Theorem, Frédérique Cantrel dans The Grand Budapest Hotel, Sylvia Bergé dans Ave, César !, Andrea Schiffer dans War Machine, Frédérique Tirmont dans Okja et  Juliette Degenne dans What If...?. Sylvia Bergé la retrouve en 2023 dans le film The Killer.
Au Québec, l'actrice est principalement doublée par Nathalie Coupal. Anne Dorval est sa voix dans les films Narnia. Natalie Hamel-Roy est sa voix dans Vanilla Sky et Christine Séguin dans Adaptation.
Versions françaises
- Françoise Cadol[29] dans Le Monde de Narnia, We Need to Talk about Kevin, films du MCU, Suspiria, What We Do in the Shadows, The Personal History of David Copperfield
- Catherine Wilkening dans Burn After Reading, The Limits of Control, Moonrise Kingdom, Only Lovers Left Alive, A Bigger Splash, The Dead Don't Die[29],[31]
- Laurence Bréheret dans Vanilla Sky, Bleu profond, Broken Flowers, L'Étrange Histoire de Benjamin Button, Snowpiercer, le Transperceneige[29]

Versions québécoises
- Nathalie Coupal[32] dans Mondes possibles, Jeune Adam, Constantine, Lire et détruire, Cas désespéré, les films du MCU